# Rež (fiume)
Il Rež (in russo Реж?) è un fiume della Russia siberiana occidentale, componente di destra della Nica, nel bacino dell'Ob'. Scorre nei rajon Nev'janskij e Alapaevskij dell'oblast' di Sverdlovsk e nei distretti urbani delle città di Rež e Artëmovskij.
Il fiume è formato dalla confluenza dei fiumi Ajat' e Bol'šoj Sap, che scendono dal versante orientale degli Urali centrali. Il fiume scorre principalmente verso nord-est. Dalla sua confluenza con il Nejva ha origine il fiume Nica. Lungo il suo corso attraversa la città di Rež. Il fiume ha una lunghezza di 219 km, il suo bacino è di 4 400 km². Si blocca per il ghiaccio da fine ottobre - novembre, sino all'inizio di aprile - maggio. Il flusso della corrente è regolato dal lago Ajatskoe (nell'alto corso) e dal bacino idrico Reževskoe nella città di Rež.